# Kasteel van Dampierre-sur-Boutonne
Het Kasteel van Dampierre (Frans: Château de Dampierre) is een kasteel in de Franse gemeente Dampierre-sur-Boutonne.